# Simone Basso
Simone Basso (Chiavari, 25 luglio 1982) è un dirigente sportivo ed ex calciatore italiano di ruolo centrocampista.

## Caratteristiche tecniche
Centrocampista dinamico, esterno sinistro(adattabile a destra) o centrale. Le sue qualità sono la tecnica la velocità e la capacità di tirare bene in porta con entrambi i piedi. Partendo da sinistra rientra spesso sul destro per calciare a rete.

## Carriera
Ha militato dal 2001 al 2002 nel Livorno, successivamente nel Prato, nell'Aglianese, nella Lavagnese, nel Sangiovannese, nel Crotone mettendo a segno 15 gol in 60 presenze, nel Frosinone mettendo a segno 5 gol in 50 partite di Serie B, nello Spezia e nel Sorrento.
Nell'agosto 2012 firma con il Trapani, società di Lega Pro Prima Divisione. Il 30 settembre firma il suo primo gol in maglia granata con un tiro al volo su cross di Rizzi nel 3-0 al Provinciale contro il Cuneo. Il 16 aprile in occasione della trasferta di Bolzano contro il Südtirol si infortuna al Tendine di Achille concludendo anzitempo la sua stagione con 26 presenze e 7 gol. Per il recupero è tornato a Chiavari, sua città natale, cogliendo l'occasione per seguire Entella-Lecce, semifinale play-off del girone del Trapani.
Il 9 novembre dello stesso anno, a quasi sette mesi dal grave infortunio, torna in campo in occasione di Palermo-Trapani subentrando al compagno Priola al minuto 65. Torna al gol la settimana seguente in Trapani-Novara 2-1 al minuto 83 a distanza di 7 mesi dal suo ultimo gol (Trapani-Como 1-0 al 94' del 24 marzo). Si ripete il 30 novembre nella partita vinta contro il Lanciano. 

Il 27 ottobre 2015 durante Trapani-Vicenza si procura la lesione del collaterale esterno e del crociato anteriore del ginocchio destro.
Il 21 giugno 2016, in scadenza di contratto, comunica l'addio al Trapani dopo 4 anni con una lettera sul sito della società siciliana. Cinque giorni dopo firma con il Venezia, squadra neopromossa in Lega Pro. Resta in Veneto solo due mesi, perché il 31 agosto viene ceduto a titolo definitivo al Modena dove mette insieme 31 presenze e 2 gol in Lega Pro.
Rimasto svincolato, il 1º settembre 2017 a distanza di 11 anni torna alla Lavagnese in Serie D. Per via degli infortuni gioca solo 24 partite segnando 8 gol. Nel 2018-2019 è il responsabile del settore giovanile dei bianconeri continuando comunque a giocare. Nel luglio 2020 rinnova per un ulteriore anno il contratto con la Lavagnese. 
Nel settembre dello stesso anno lascia il calcio giocato ed entra a far parte dello staff dirigenziale del Genoa affiancando Daniele Faggiano, dirigente conosciuto ai tempi del Trapani. L’anno seguente segue Faggiano alla Sampdoria come osservatore.

## Palmarès

### Club

#### Competizioni nazionali
- Campionato italiano Serie C1: 1

Livorno: 2001-2002
- Lega Pro Prima Divisione: 1

Trapani: 2012-2013